# (369) Aëria
(369) Aëria es un asteroide que forma parte del cinturón de asteroides y fue descubierto el 4 de julio de 1893 por Alphonse Louis Nicolas Borrelly desde el observatorio de Marsella, Francia.

## Designación y nombre
Aëria se designó inicialmente como 1893 AE.
Más tarde fue nombrado por el aire, uno de los cuatro elementos primordiales de los antiguos.

## Características orbitales
Aëria está situado a una distancia media del Sol de 2,649 ua, pudiendo acercarse hasta 2,39 ua. Tiene una excentricidad de 0,09776 y una inclinación orbital de 12,71°. Emplea 1575 días en completar una órbita alrededor del Sol.